# 이지운 (농구인)
이지운 (1985년 2월 28일 ~) 은 한국 프로 농구 원주 DB 프로미 소속 포워드이다. 2008년 KBL 신인 드래프트에서 전체 12순위로 지명되었다. 그리고 2012년 군 제대 후 복귀하였다. 2016년 조건 없이 트레이드 되었다.

## 출신 학교
- 서울대명초등학교
- 배재중학교
- 배재고등학교
- 한양대학교